# Pyrola pumila
Pyrola pumila là một loài thực vật có hoa trong họ Thạch nam. Loài này được (Hornem.) Cham. & Schltdl. miêu tả khoa học đầu tiên năm 1826.